# Cerro Situación
El cerro Situación es un cerro ubicado dentro del parque nacional Los Alerces, departamento Futaleufú, provincia del Chubut, Argentina. Tiene 2307 m s. n. m. y forma parte del cordón homónimo. Se ubica al noroeste del Valle 16 de Octubre y al oeste de Esquel.
Aporta el agua de sus deshielos a los ríos Frey (que se dirige al Embalse Amutuy Quimey) y Desaguadero (que se dirige al lago Futalaufquen), que forman parte de la cuenca del río Futaleufú-Yelcho.

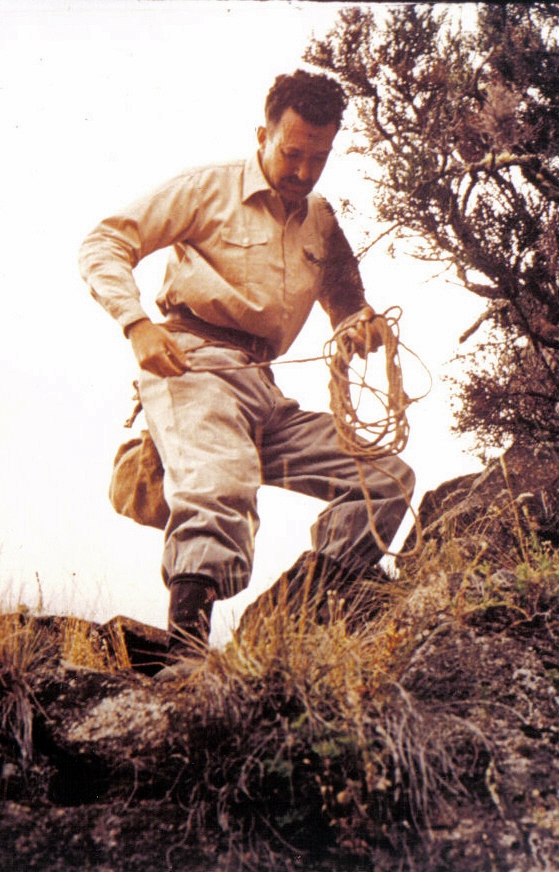
Huberto Cuevas Acevedo en el ascenso al Cerro Situación.